# Gustav Seidenstücker
Gustav Seidenstücker (ur. 1 czerwca 1912 w Norymberdze, zm. 18 listopada 1989) – niemiecki entomolog amator, specjalizujący się w hemipterologii.
Urodził się 1 czerwca 1912 roku w Norymberdze w rodzinie księgowych. Po ukończeniu szkoły został pracownikiem administracyjnym ds. ubezpieczeń w Allgemeinen Ortskrankenkasse (AOK). W 1946 roku został kierownikiem oddziału AOK w Gunzenhausen, a w 1954 kierownikiem oddziału AOK w Eichstätt. Od młodości interesował się entomologią, początkowo zbierając chrząszcze i rośliniarki. Pierwsza jego praca, opis Gampsocoris culicinus z 1948 roku, była już jednak poświęcona pluskwiakom. Zmarł 18 listopada 1989 roku po długiej chorobie. Miał córkę i syna.
Seidenstücker jest autorem 99 publikacji naukowych. Specjalizował się w pluskwiakach różnoskrzydłych z rodzin tasznikowatych i zwińcowatych, ale pisał też o innych rodzinach lądowych (np. prześwietlikowatych, wysysowatych, wtykowatych, tarczówkowatych czy Microphysidae). Opisał 7 nowych dla nauki rodzajów i około 100 nowych gatunków. Skupiał się zwłaszcza na faunie regionu śródziemnomorskiego i Turcji, ale prowadził także badania terenowe w Kurdystanie, Syrii, Iranie i Afganistanie. Jego liczący około 90 tysięcy okazów zbiór zdeponowany jest w  sekcji pluskwiaków Muzeum Zoologicznego w Monachium.